# Вейдер, Джо
Джозеф Эдвин «Джо» Вейдер (англ. Josef Edwin «Joe» Weider; 29 ноября 1919, Монреаль — 23 марта 2013, Лос-Анджелес, США) — канадо-американский тренер, основатель Международной федерации бодибилдеров (англ. International Federation of BodyBuilders, IFBB) и конкурса «Мистер Олимпия».

## Биография

### Ранние годы
Джо Вейдер родился 29 ноября 1919 года в еврейской семье, перебравшейся в Канаду из Курова Люблинской губернии (Польша). Тренироваться Джо начал довольно рано. Свою первую штангу сконструировал из автомобильных колёс и паровозной оси.
В возрасте семнадцати лет Джо издал первый номер журнала «Your Physique», в котором рассказал о методах своих тренировок и правильном наращивании мышечной массы. Впоследствии журнал был переименован в «Muscle Builder», а затем — в «Muscle & Fitness».

### Тренерская карьера
В послевоенные годы Джо вместе со своим братом Беном Вейдером (англ. Ben Weider) активно занимался пропагандой бодибилдинга.
Братья Вейдеры основали Международную Федерацию Бодибилдеров в 1946 году в Монреале. В 1956 году познакомился с фотомоделью и звездой жанра пин-ап Бетти Бросмер, которая впоследствии стала его женой (с 1961 года) и деловым партнёром.
В 1965 году Джо Вейдер организовал конкурс «Мистер Олимпия». Соревнования были созданы с целью помочь победителям конкурса «Мистер Вселенная» (англ. «Mr. Universe») продолжить тренировки и зарабатывать деньги. Впоследствии Джо тренировал таких известных культуристов, как: Арнольд Шварценеггер, Франко Коломбо, Фрэнк Зейн, Луи Ферриньо, Ларри Скотт и Ли Хейни.
После того, как культуризм обрёл популярность среди женщин, Джо организовал конкурс «Мисс Олимпия» (англ. «Ms. Olympia»). Первые соревнования были проведены в 1980 году.
Джо также основал издательство «Weider Publications» в 1981 году, которое выпускало такие фитнес-журналы, как: «Shape», «Flex», «Muscle & Fitness», «Muscle Power», «Mr America», «Men’s Fitness», «Living Fit», «Prime Health and Fitness», «Fit Pregnancy», «Cooks» и «Senior Golfer». Согласно утверждению Джо, в 2003 тираж журнала Flex составлял 200 000, а Muscle & Fitness — 500 000 экземпляров. В 2003 «Weider Publications» было продано компании «American Media».
Кроме того, Джо Вейдер написал серию книг о своих методиках под названием «Система построения тела по Джо Вейдеру» (англ. «The Weider System of Bodybuilding»).

### Смерть
Вейдер умер от сердечной недостаточности утром 23 марта 2013 года в Лос-Анджелесе, штат Калифорния.

## Награды и почести
На День Труда 2006 года губернатор Калифорнии, семикратный победитель Мистер Олимпия Арнольд Шварценеггер, протеже Вейдера, вручил ему от лос-анджелесского района Венеция награду за достижения в «Зале Славы» — «Muscle Beach». Шварценеггер награждает Вейдера, вдохновляя его и дальше вести бодибилдинг и приезжать в США. В том же году Джо и Бен получили награждение за пожизненные достижения от «Ассоциации молодых мужчин Израиля».